# HMS Snipe (U20)
«Снайп» (англ. HMS Snipe (U20)) — військовий корабель, шлюп типу «Модифікований Блек Свон» Королівського військово-морського флоту Великої Британії за часів Другої світової війни.

## Історія створення
Шлюп «Снайп» був закладений 21 вересня 1944 року  на верфі компанії William Denny and Brothers у Дамбартоні. 20 грудня 1945 року він був спущений на воду, а 9 вересня 1946 року увійшов до бойового складу Королівських ВМС Великої Британії.

## Історія служби
Після вступу у стрій «Снайп» входив до складу Північноамериканської та Вест-Індійської станції.
У 1952 році включений до складу 6-ї ескадри фрегатів Домашнього Флоту. 15 червня 1953 року брав участь в церемонії коронації Єлизавети II, після чого виведений в резерв.
У серпні 1960 року проданий на злам.